# Eugenio van Savoye (1906-1996)
Eugenio Alfonso Carlo Maria Giuseppe van Savoye (Turijn, 13 maart 1906 - São Paulo, 8 december 1996) was een prins uit het huis Savoye, hertog van Ancona en de vijfde, en laatste hertog van Genua.
Eugenio was het zesde en jongste kind van Thomas van Savoye, tweede hertog van Genua, en Isabella Marie Elizabeth van Beieren, de oudste dochter van prins Adalbert Willem van Beieren en diens vrouw Amelia van Bourbon. 
De prins trad zelf, op 29 oktober 1938 in slot Nymphenburg, in het huwelijk met Lucie van Bourbon-Sicilië, een dochter van Ferdinand van Bourbon-Sicilië en Maria Ludovika van Beieren. Het paar kreeg één dochter:
- Marie Isabella (23 juni 1943), huwde met Alberto Frioli dei Conti di Rezzano (7 april 1943)

Na de afschaffing van de Italiaanse monarchie vestigde het gezin zich op een boerderij in Brazilië. In 1990 erfde prins Eugenio de titel hertog van Genua van zijn overleden broer, Filibert, vierde hertog van Genua.

## Onderscheidingen
- ridder in de Orde van de Allerheiligste Verkondiging
- Ridder in de Orde van Sint-Mauritius en Sint-Lazarus
- Ridder-grootkruis in de Heilige Militaire Constantijnse Orde van Sint-Joris
- Ridder van Eer en Devotie van de Militaire Hospitaal-orde van Sint Jan van Jeruzalem, van Rhodos en van Malta